# Adelaide Comelli-Rubini
Adelaide Comelli-Rubini   (Bordeus i París, 31 de maig de 1794 - Milà i Romano di Lombardia, 30 de gener de 1874)123 fou una famosa cantant mezo-soprano franco-italiana.
Es va graduar al Conservatori de París, tenint per mestres a Pierre Jean Garat i Gerard. Va aparèixer a l'escenari de París amb el nom de Shomel.
Després va cantar a Nàpols amb el nom de Comelli. El 1819 es va casar amb el famós cantant italià Giovanni Battista Rubini i va cantar, en part amb ell. El 1820, va interpretar el paper de Calbo en l'estrena de l'òpera Maometto secondo de Rossini.
Fins al 1832 va actuar en diferents escenaris, després de cessar les activitats teatrals.
El nom de la cantant és un dels carrers de Romano di Lombardía - Via Adelaide Comelli.